# Thomas H. Ince
Pour les articles homonymes, voir Ince.

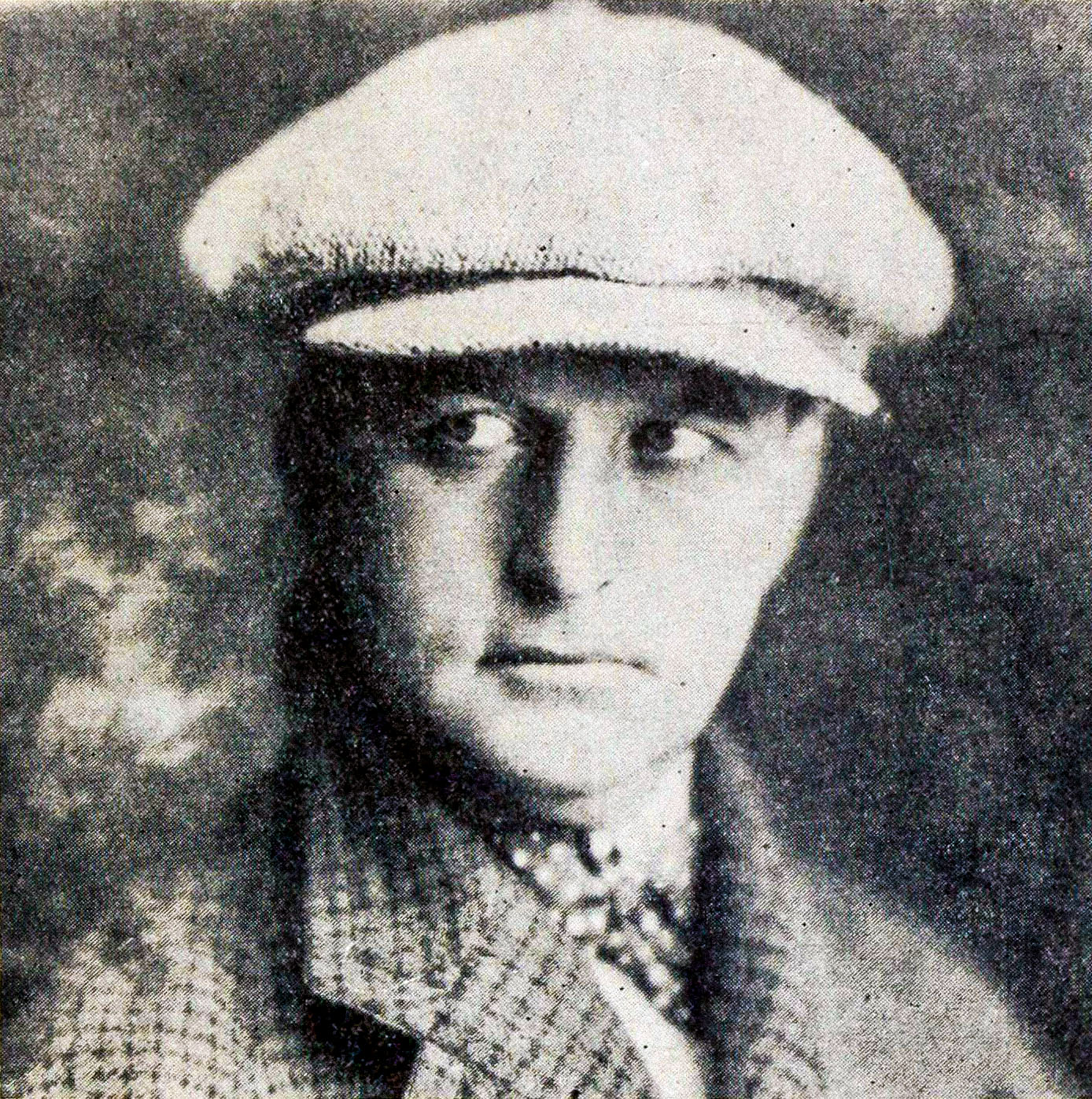
En 1920

Thomas Harper Ince est un cinéaste et acteur américain, pionnier du cinéma muet, né le 6 novembre 1882 à Newport (Rhode Island) et mort le 19 novembre 1924 à Beverly Hills (Californie).
Il est l’acteur, le réalisateur, le scénariste et le producteur de plus de 450 films et est considéré comme « l’inventeur » du genre western.
Il invente, également, de nombreuses techniques de production et introduit, à Hollywood, la fabrication de film en série.
Il écrit, notamment, le scénario de The Italian (1915) et réalise Civilisation (Civilization, 1916), deux films sélectionnés pour conservation à la Bibliothèque du Congrès des États-Unis dans le cadre du National Film Registry.
Il crée avec D. W. Griffith et Mack Sennett la Triangle Motion Picture Company et construit ses propres studios à Culver City près de Los Angeles, qui deviennent plus tard le siège de la Metro-Goldwyn-Mayer.
Ince est également connu pour sa mort à bord du yacht de William Randolph Hearst, officiellement, il est décédé de problèmes cardiaques, mais la rumeur hollywoodienne de l'époque a laissé entendre qu'il avait été tué par Hearst dans un différend lié à l'actrice Marion Davies.

## Biographie

### Jeunesse et formation
Ince,,,, est né dans une famille de comédiens. Il est le fils de John E. Ince, un comédien qui devint plus tard agent artistique, et sa femme, Emma B. Ince, une actrice. Thomas est le deuxième d’une fratrie de trois garçons, ses frères, John et Ralph, étaient aussi acteurs et metteurs en scène. Il fit sa première apparition sur scène à l'âge de six ans et a ensuite travaillé avec un certain nombre de compagnies. Il fait ses débuts à Broadway en 1895 à l’âge de douze ans dans la pièce de James A. Herne, Shore Acres sous le nom de "Tommy Ince". Durant dix ans, il sera alternativement acteur, chanteur et danseur se produisant dans les théâtres et music-halls à New York et dans différentes autres villes. Le vaudeville lui propose du travail mais pas suffisamment, il devient donc maître-nageur et promoteur immobilier tout en restant acteur à temps partiel.

### Carrière
En 1905, il est embauché à la Edison Manufacturing Company puis crée sa propre société, la Vaudville Company, mais sans grand succès. Il rencontre sa femme, l'actrice Elinor Kershaw (en) qui travaille pour la Biograph Company, dans un spectacle de Broadway, For Love's Sweet Sake en 1906. Ils se marient un an plus tard et auront trois fils. Cependant, sa carrière ne décolle pas et il estime ne jamais avoir été véritablement dirigé sur scène. Grâce à des relations de sa femme, il obtient un emploi à la Biograph Company à New York.
En 1910, une rencontre fortuite avec Joseph W. Smiley, un ancien employé de sa troupe d'acteurs, le conduit à travailler pour l’Independent Motion Picture Company (IMP). À l’époque, il considère le cinéma comme une forme de divertissement indigne d’un vrai acteur et que ce n’est pas du tout en harmonie avec les meilleures traditions de la scène. Il touche, alors, 5 dollars par jour et ne travaille plus qu’exclusivement pour le cinéma mais reste sous-employé. La même année, il a l'occasion de faire ses preuves à la suite de la démission d’un des réalisateurs du studio IMP avant d’avoir terminé un film. L’accueil des participants au métrage est plutôt froid, personne ne le considère comme étant capable de terminer le film. Cela, au lieu de le décourager, le pousse à se dépasser afin de faire un succès de cette première réalisation, il remonte donc sa propre équipe et dirige les scènes restantes.
Il propose alors à Carl Laemmle, propriétaire d’IMP (et futur fondateur d'Universal), de travailler comme réalisateur à temps plein. Sa première vraie réalisation pour le studio IMP s’intitule Little Nell's Tobacco, une histoire tirée d’un vieux poème appris dans son enfance, et l’excitation est au rendez-vous lorsqu’il voit son film pour la première fois dans un petit théâtre de la 14e rue de New York. Impressionné par la pugnacité du jeune homme, Laemmle l'envoie faire des films à Cuba afin d’éviter le trust de la Motion Picture Patents Company qui tentait d’acquérir le monopole des productions cinématographiques sur la côte Pacifique. Le voilà donc en route pour l’île tropicale en compagnie de Mary Pickford et Owen Moore ses acteurs principaux. Le nombre de sorties reste cependant faible et, même s’il aborde de nombreux sujets différents, il est fortement attiré par les westerns et les drames sur la guerre de Sécession. Il souhaitait obtenir le même type d'effets spectaculaires que D. W. Griffith dans ses films, mais il n’avait pas le matériel nécessaire, ce ne pourrait être accompli, selon lui, qu’à Hollywood.
En septembre 1911, afin d’impressionner son hypothétique futur employeur et de pouvoir négocier un salaire convenable, il se fait passer pour un réalisateur à succès (en arborant une petite moustache et une bague en diamant qu'il avait empruntée à un bijoutier local), et obtient un entretien avec Charles Baumann à la New York Motion Picture Company, qui avait récemment décidé de créer un studio sur la côte ouest pour faire des westerns. La ruse fonctionna et Baumann lui offrit alors 100 dollars par semaine pour aller en Californie. « Cette offre a été un choc, mais j'ai caché mon enthousiasme. J'ai essayé de donner l'impression qu'il fallait un peu hausser la barre s'il me voulait. C'était également du bluff mais j'ai signé un contrat de trois mois à 150 dollars par semaine. Très peu de temps après, avec ma femme, mon cameraman, mon accessoiriste et Ethel Grandin, mon actrice principale, je me suis tourné vers l'ouest ». »
Cinq jours plus tard, en novembre 1911, ils arrivent dans les petits studios de la New York Motion Picture Corporation à Edendale (plus tard connu sous le nom d’Echo Park). C'est durant cette période que Thomas Ince a commencé à révolutionner le processus de réalisation tel que nous le connaissons aujourd'hui. Presque instinctivement, il change la méthode de planification de ses films (quelque chose que Griffith n'a encore jamais fait) en utilisant un scénario détaillé qui contient toutes les informations utiles au tournage ; qui est dans la scène, l’intrigue et où figurent les détails type intérieurs/extérieurs. Ce scénario contient même les plans de contrôle des coûts et optimise le calendrier de tournage afin que plusieurs scènes soient tournées simultanément par les assistants réalisateurs. Il est à la base de la dramaturgie du cinéma créant le découpage en scènes et le montage.
David Wark Griffith avait, dès 1909, tourné des films en extérieur dans lesquels il employait des acteurs professionnels. Ince comprit qu'il serait plus réaliste d'embaucher des personnes choisies pour leur physique. Avec son équipe technique, il s'installa, avec l'accord du propriétaire du cirque 101 Ranch, dans le canyon de Santa Inez près de Santa Monica. Il avait ainsi à sa disposition des cow-boys, des lanceurs de lasso et même d'authentiques indiens. D'octobre 1911 à septembre 1912, il réalise ainsi une centaine de westerns pour la société Bison 101. À la fin de 1912, il délaisse cette société au profit de Francis Ford, pour rejoindre la nouvelle société Kay-Bee.
En 1915, il s'associe à D. W. Griffith et Mack Sennett pour fonder la Triangle Film Corporation. Dès lors, il délaissa largement la mise en scène au profits d'autres réalisateurs afin de se consacrer au contrôle des films produits par sa société.
Pour réaliser les films qui ont marqué sa carrière, il s'était entouré de grands scénaristes et réalisateurs - C.Gardner Sullivan, Reginald Barker - qui ont contribué à sa notoriété.
 On peut mettre à son actif, en tant que réalisateur ou coréalisateur des films qui ont marqué cette période du cinéma muet : L'honneur Japonais (Typhoon, 1914), Châtiment (The Despoiler, 1915), Pour sauver la race (The Aryan, 1916), Civilisation (Civilization, 1916).

### Sa mort
Thomas H. Ince meurt le 19 novembre 1924, les circonstances de sa mort sont mystérieuses. Pour fêter le 42e anniversaire de Ince, le magnat de la presse américaine, William Randolph Hearst invita sur son yacht des personnalités du cinéma. Sont présents notamment Charlie Chaplin, l'actrice Marion Davies, la chroniqueuse Louella Parsons. La version officielle est qu'il tombe malade : inconscient, il est transporté à l'hôpital et amené à son domicile en Californie où il meurt. Pour la cause de sa mort, il aurait eu un malaise cardiaque, mais le lendemain la presse écrira que, bon vivant, sa mort est due à une crise aiguë d'appendicite survenue à la suite d'une indigestion de petits pois.
Des rumeurs commencent à circuler. Hearst, très jaloux de sa maîtresse Marion Davies, croyant la surprendre avec son amant, aurait abattu Ince d'une balle en pleine poitrine. En réalité, c'est Chaplin, un temps amant de Marion, qui aurait été visé. La fortune et l'influence de Hearst seraient parvenues à étouffer le scandale. Louella Parsons, présente au moment du drame, aura ensuite une bonne place dans la presse de Hearst. Il semble qu'il n'y ait pas eu d'enquête et que le corps de Ince ait été incinéré. Le réalisateur américain Peter Bogdanovich a relaté cette version dans le film Un parfum de meurtre (The Cat's Meow) sorti en 2001.
Après ses funérailles, son corps fut incinéré et les cendres ont été remises à des membres de sa famille et à des proches.

### Archives
Les archives de Thomas H. ince sont déposées à la Margaret Herrick Library de l'Academy of Motion Picture Arts

## Filmographie

### Acteur
- 1908 : Richard III de J. Stuart Blackton et William V. Ranous
- 1909 : The Cardinal's Conspiracy de D. W. Griffith
- 1910 : The Englishman and the Girl de D. W. Griffith
- 1910 : His New Lid de Frank Powell

### Réalisateur
- 1910 : Little Nell's Tobacco
- 1911 : A Dog's Tale
- 1911 : La Flétrissure (The Brand)
- 1911 : Their First Misunderstanding
- 1911 : The Dream
- 1911 : Maid or Man
- 1911 : At the Duke's Command
- 1911 : When the Cat's Away
- 1911 : The Mirror (+ scénario)
- 1911 : Her Darkest Hour
- 1911 : Artful Kate
- 1911 : A Manly Man
- 1911 : The Message in the Bottle
- 1911 : The Fisher-Maid
- 1911 : In Old Madrid
- 1911 : The Penniless Prince
- 1911 : Sweet Memories
- 1911 : Across the Plains
- 1911 : The Stampede (+ scénario)
- 1911 : Second Sight
- 1911 : The Fair Dentist
- 1911 : For Her Brother's Sake (+ interprétation)
- 1911 : The Master and the Man
- 1911 : The Lighthouse Keeper
- 1911 : The Forged Dispatch
- 1911 : The Last Appeal
- 1911 : Back to the Soil
- 1911 : Behind the Stockade
- 1911 : The Fortunes of War (+ scénario)
- 1911 : In the Sultan's Garden
- 1911 : For the Queen's Honor
- 1911 : A Gasoline Engagement
- 1911 : The Skating Bug
- 1911 : The Call of the Song
- 1911 : Behind the Times
- 1911 : The Toss of a Coin
- 1911 : Duty
- 1911 : By the House That Jack Built
- 1911 : Entre deux amours ('Tween Two Loves)
- 1911 : Through the Air
- 1911 : The Sentinel Asleep
- 1911 : The Better Way
- 1911 : The Aggressor
- 1911 : A Biting Business
- 1911 : His Dress Shirt
- 1911 : The Winning of Wonega
- 1911 : Uncle's Visit
- 1911 : Bar Z's New Cook
- 1911 : The Foreman's Courage
- 1911 : Cowgirls' Pranks
- 1911 : An Indian Martyr
- 1911 : Falsely Accused
- 1911 : The Portrait
- 1911 : Getting His Man
- 1912 : A Mexican Tragedy
- 1912 : For Freedom of Cuba
- 1912 : The Colonel's Son
- 1912 : The Clod
- 1912 : Chinese Smugglers
- 1912 : The Trinity
- 1912 : The Indian Maid's Elopement
- 1912 : The Gambler's Heart
- 1912 : The Laugh on Dad
- 1912 : For the Honor of the Tribe
- 1912 : The Run on the Bank
- 1912 : The Sub-Chief's Choice
- 1912 : The Ranch Girl's Love
- 1912 : The Kid and the Sleuth
- 1912 : Love and Jealousy
- 1912 : The Empty Water Keg
- 1912 : The Protection of the Cross
- 1912 : A Tenderfoot's Revenge
- 1912 : Broncho Bill's Love Affair
- 1912 : Through the Flames
- 1912 : The Wild West Circus
- 1912 : The Tables Turned
- 1912 : The Deputy's Sweetheart
- 1912 : La Guerre dans les plaines (War on the Plains)
- 1912 : The Indian Massacre
- 1912 : The Battle of the Red Men (+ scénario)
- 1912 : The Deserter (+ scénario)
- 1912 : Blazing the Trail
- 1912 : The Post Telegrapher
- 1912 : The Crisis
- 1912 : The Lieutenant's Last Fight
- 1912 : The Outcast
- 1912 : A Soldier's Honor
- 1912 : His Punishment
- 1912 : His Message
- 1912 : The Colonel's Peril
- 1912 : His Nemesis
- 1912 : Snowball and His Pal
- 1912 : His Double Life
- 1912 : The Last Resource
- 1912 : Le Désert (The Desert)
- 1912 : The Gambler and the Girl
- 1912 : The Reformed Outlaw
- 1912 : The Garrison Triangle
- 1912 : The Bugle Call
- 1912 : The Other Girl
- 1912 : The Buffalo Hunt
- 1912 : The Reckoning
- 1912 : A White Lie
- 1912 : For the Honor of the Tribe
- 1912 : The Frontier Child
- 1912 : The Penalty
- 1912 : The Sergeant's Boy
- 1912 : The Colonel's Ward
- 1912 : The Man They Scorned
- 1912 : Quand Lee se rendra (When Lee Surrenders)
- 1912 : The Altar of Death
- 1912 : The Civilian
- 1912 : The Invaders
- 1912 : For the Cause
- 1912 : A Double Reward
- 1912 : The Prospector's Daughter
- 1912 : The Law of the West
- 1913 : Days of '49
- 1913 : A Shadow of the Past
- 1913 : The Mosaic Law
- 1913 : Bread Cast Upon the Waters
- 1913 : The Sea Dog
- 1913 : L'Honneur de la garnison (The Drummer of the 8th)
- 1913 : A Child of War
- 1913 : Le Désastre (The Battle of Gettysburg)
- 1913 : The Boomerang
- 1913 : In Love and War
- 1913 : From the Shadows
- 1913 : Granddad
- 1913 : The Soul of the South
- 1914 : A Military Judas
- 1914 : A Kentucky Romance
- 1914 : The Silent Witness
- 1914 : A Relic of Old Japan
- 1914 : The Hour of Reckoning
- 1914 : Star of the North
- 1914 : The Village 'Neath the Sea
- 1914 : Stacked Cards
- 1914 : The Death Mask
- 1914 : One of the Discard
- 1914 : The Power of the Angelus
- 1914 : The Golden Goose
- 1914 : A Political Feud
- 1915 : A Confidence Game
- 1915 : The Devil
- 1915 : Des fleurs pour sa gosse (The Alien) (coréalisation : Reginald Barker)
- 1915 : The Cup of Life
- 1915 : The Pathway from the Past
- 1915 : The Toast of Death
- 1915 : Un lâche (The Coward)
- 1916 : Peggy
- 1916 : The Stepping Stone
- 1916 : Civilisation (Civilization)
- 1916 : Richesse maudite (The Dividend) (coréalisation de Walter Edwards)
- 1923 : Anna Christie

### Producteur
- 1911 : The Lover's Signal de Joseph W. Smiley
- 1911 : Bar Z's New Cook de lui-même
- 1912 : The Indian Massacre de lui-même
- 1912 : The Reckoning
- 1912 : The Bandit's Gratitude
- 1912 : An Old Tune
- 1912 : The Fugitive
- 1912 : The Penalty
- 1912 : The Doctor's Double
- 1912 : The Hidden Trail
- 1912 : On the Firing Line
- 1912 : For the Honor of the Seventh
- 1912 : Le Dernier combat du lieutenant (Custer's Last Fight)
- 1912 : The Altar of Death
- 1912 : The Ball Player and the Bandit
- 1912 : The Invaders
- 1912 : For the Cause
- 1912 : Blood Will Tell
- 1913 : Le Fils favori (The Favorite Son)
- 1913 : The Grey Sentinel de Burton L. King
- 1913 : Texas Kelly at Bay
- 1913 : A Southern Cinderella de Burton L. King
- 1913 : For Love of the Flag de Burton L. King
- 1913 : A True Believer de Burton L. King
- 1913 : The Failure of Success de Burton L. King
- 1913 : Heart Throbs de Burton L. King
- 1913 : A Wartime Mother's Sacrifice de Burton L. King
- 1913 : The Madcap de Burton L. King
- 1913 : The Land of Dead Things de Burton L. King
- 1913 : Loaded Dice de Burton L. King
- 1913 : The Forgotten Melody de Burton L. King
- 1913 : The Reaping de Burton L. King
- 1913 : A Black Conspiracy
- 1913 : The Drummer of the 8th
- 1913 : Le Désastre (The Battle of Gettysburg)
- 1913 : From Out the Storm de Burton L. King
- 1913 : For Mother's Sake de Burton L. King
- 1913 : In Love and War
- 1913 : Granddad
- 1913 : Borrowed Gold de Reginald Barker
- 1913 : The Impostor de Burton L. King
- 1913 : The Witch of Salem de Raymond B. West
- 1913 : Her Legacy de Fred J. Balshofer
- 1914 : Yellow Flame de Charles Giblyn
- 1914 : The Raiders
- 1914 : Desert Gold
- 1914 : La Colère des dieux (The Wrath of the Gods) de Reginald Barker
- 1914 : His Hour of Manhood de Tom Chatterton
- 1914 : Star of the North de Jay Hunt et lui-même
- 1914 : Jim Cameron's Wife de Tom Chatterton
- 1914 : The Gangsters and the Girl
- 1914 : The Village 'Neath the Sea de Jay Hunt et lui-même
- 1914 : The Death Mask de lui-même
- 1914 : L'Honneur japonais (The Typhoon) de Reginald Barker
- 1914 : The Worth of a Life
- 1914 : The Hateful God
- 1914 : Rio Jim, le fléau du désert (Two-Gun Hicks) de William S. Hart
- 1914 : Le Serment de Rio Jim (The Bargain) de Reginald Barker
- 1915 : The Italian de Reginald Barker
- 1915 : In the Land of the Otter
- 1915 : Mother Hulda
- 1915 : The Cross of Fire
- 1915 : The Famine (en) de George Osborne
- 1915 : Shorty's Adventures in the City
- 1915 : A Modern Noble
- 1915 : In the Tennessee Hills
- 1915 : The Wells of Paradise
- 1915 : Satan McAllister's Heir
- 1915 : The Devil de Reginald Barker et lui-même
- 1915 : The Roughneck de William S. Hart et Clifford Smith
- 1915 : Knight of the Trails de William S. Hart
- 1915 : Des fleurs pour sa gosse (The Alien) de Reginald Barker et lui-même
- 1915 : The Grudge de William S. Hart
- 1915 : On the Night Stage de Reginald Barker
- 1915 : The Cup of Life de Raymond B. West et lui-même
- 1915 : The Ruse de William H. Clifford et William S. Hart
- 1915 : Rumpelstiltskin
- 1915 : The Darkening Trail de William S. Hart
- 1915 : The Reward
- 1915 : The Man from Oregon
- 1915 : Un lâche (The Coward) de Reginald Barker et lui-même
- 1915 : The Disciple
- 1915 : The Iron Strain de Reginald Barker
- 1915 : Matrimony
- 1915 : Les Loups (Between Men) de William S. Hart
- 1915 : The Forbidden Adventure
- 1915 : Aloha Oe de Richard Stanton et Charles Swickard
- 1915 : Châtiment (The Despoiler)
- 1916 : Bullets and Brown Eyes
- 1916 : Le Justicier (Hell's Hinges) de Charles Swickard, William S. Hart et Clifford Smith
- 1916 : The Moral Fabric de Raymond B. West
- 1916 : Pour sauver sa race (The Aryan) de Reginald Barker, William S. Hart et Clifford Smith
- 1916 : The Stepping Stone de Reginald Barker et lui-même
- 1916 : The Primal Lure de William S. Hart
- 1916 : Civilisation (Civilization) de Reginald Barker, Raymond B. West et lui-même
- 1916 : The Sorrows of Love
- 1916 : The Apostle of Vengeance
- 1916 : The Deserter de Walter Edwards
- 1916 : The Last Act de Walter Edwards
- 1916 : Madcap Ambrose
- 1916 : Eye of the Night de Walter Edwards
- 1916 : The Captive God
- 1916 : Le Défenseur (The Sin Ye Do) de Walter Edwards
- 1916 : Home
- 1916 : Honor Thy Name
- 1916 : Shell 43 de Reginald Barker
- 1916 : Le Lieutenant Danny (Lieutenant Danny, U.S.A.) de Walter Edwards
- 1916 : The Patriot
- 1916 : The Thoroughbred
- 1916 : The Wolf Woman
- 1916 : The Dawn Maker
- 1916 : La Petite servante (Plain Jane) de Charles Miller
- 1916 : The Return of Draw Egan
- 1916 : The Vagabond Prince
- 1916 : Somewhere in France
- 1916 : The Honorable Algy
- 1916 : The Devil's Double de William S. Hart
- 1916 : The Criminal de Reginald Barker
- 1916 : A Gamble in Souls de Walter Edwards
- 1916 : Three of Many
- 1917 : Le Sexe faible (The Weaker Sex) de Raymond B. West
- 1917 : Truthful Tulliver
- 1917 : The Last of the Ingrams (en) de Walter Edwards
- 1917 : Paddy O'Hara (en) de Walter Edwards
- 1917 : La Cité du désespoir (The Desert Man)
- 1917 : The Pinch Hitter de Victor Schertzinger
- 1917 : Princess of the Dark de Charles Miller
- 1917 : Wolf Lowry
- 1917 : The Millionaire Vagrant de Victor Schertzinger
- 1917 : Bawbs o' the Blue Ridge
- 1917 : L'Idole de l'Alaska (The Flame of the Yukon) de Charles Miller
- 1917 : Time Locks and Diamonds de Walter Edwards
- 1917 : La Fiancée de la haine (The Bride of Hate) de Walter Edwards
- 1917 : The Sawdust Ring
- 1917 : Jim le vif (Sudden Jim), de Victor Schertzinger
- 1917 : Le Système D (The Son of His Father), de Victor Schertzinger
- 1917 : The Narrow Trail  de Lambert Hillyer et William S. Hart
- 1917 : La Route de l'honneur (The Dark Road) de Charles Miller
- 1917 : The Gown of Destiny de Lynn Reynolds
- 1917 : Celle qui paie (Those Who Pay) de Raymond B. West
- 1918 : L'Homme aux yeux clairs ('Blue Blazes' Rawden)
- 1918 : Free and Equal
- 1918 : The Tiger Man
- 1918 : L'Étincelle (Selfish Yates)
- 1918 : The Lion of the Hills
- 1918 : The Kaiser's Shadow
- 1918 : Shark Monroe
- 1918 : Séductrice (The Vamp) de Jerome Storm
- 1918 : Heureux Hasard (A Nine O'Clock Town) de Victor Schertzinger
- 1918 : Riddle Gawne
- 1918 : Le Vengeur (The Border Wireless) de William S. Hart
- 1918 : When Do We Eat? de Fred Niblo
- 1918 : La Patrouille de minuit (The Midnight Patrol) d'Irvin Willat
- 1918 : Fuss and Feathers
- 1918 : Branding Broadway
- 1918 : La Revanche d'un timide (String Beans) de Victor Schertzinger
- 1918 : Fresh Faces
- 1918 : Staking His Life
- 1919 : The Market of Souls
- 1919 : Hard Boiled
- 1919 : The Sheriff's Son
- 1919 : The Homebreaker
- 1919 : The Lady of Red Butte
- 1919 : The Haunted Bedroom
- 1919 : Le Champion (The Busher) de Jerome Storm
- 1919 : Hay Foot, Straw Foot ! de Jerome Storm
- 1919 : La Caravane (Wagon Tracks) de Lambert Hillyer
- 1919 : Les Caprices de la fortune (Bill Henry) de Jerome Storm
- 1919 : À l'ombre du bonheur (Stepping Out) de Fred Niblo
- 1919 : The Egg Crate Wallop
- 1919 : La Permission de Teddy (23 1/2 Hours' Leave) de Henry King
- 1919 : Behind the Door
- 1919 : Dangerous Hours de Fred Niblo
- 1920 : Black Is White de Charles Giblyn
- 1920 : Let's Be Fashionable
- 1920 : Hairpins
- 1920 : La Ruée (Homespun Folks)
- 1920 : The Leopard Woman de Wesley Ruggles
- 1920 : Froufrous de soie (Silk Hosiery) de Fred Niblo
- 1920 : Un garçon précieux (The Village Sleuth) de Jerome Storm
- 1920 : Le Détective improvisé
- 1921 : Lèvres menteuses (Lying Lips) de John Griffith Wray
- 1921 : Beau Revel
- 1921 : The Home Stretch
- 1921 : The Bronze Bell
- 1921 : Le Pirate (The Cup of Life) de Rowland V. Lee
- 1921 : Hail the Woman
- 1922 : Lorna Doone de Maurice Tourneur
- 1922 : The Hottentot
- 1922 : L'Homme aux deux visages (Skin Deep) de Lambert Hillyer
- 1923 : L'Âme de la bête (Soul of the Beast) de John Griffith Wray
- 1923 : Anna Christie de John Griffith Wray
- 1924 : Les Fraudeurs (Those Who Dance) de Lambert Hillyer
- 1924 : The Mirage de George Archainbaud
- 1925 : Percy, une poule mouillée (Percy) de Roy William Neill

### Scénariste
- 1911 : Bar Z's New Cook
- 1912 : The Army Surgeon
- 1912 : War on the Plains
- 1912 : The Outcast
- 1913 : Le Désastre (The Battle of Gettysburg)
- 1914 : A Political Feud
- 1914 : The Last of the Line
- 1914 : In the Sage Brush Country
- 1914 : The Gringo
- 1915 : A Confidence Game
- 1915 : The Roughneck
- 1915 : Knight of the Trails
- 1915 : The Scourge of the Desert
- 1915 : The Cup of Life
- 1915 : The Grudge
- 1915 : The Ruse
- 1915 : Aloha Oe de Richard Stanton et Charles Swickard
- 1916 : Bullets and Brown Eyes de Scott Sidney